# Kanton Saint-Maixent-l’École-1
Koordinaten: 46° 24′ N, 0° 17′ W
Der Kanton Saint-Maixent-l’École-1 war von 1801 bis 2015 ein französischer Wahlkreis im Arrondissement Niort, im Département Deux-Sèvres und in der Region Poitou-Charentes; sein Hauptort war Saint-Maixent-l’École. Vertreter im Generalrat des Départements war zuletzt von 1994 bis 2015 Jean-Luc Drapeau (PS).
Der Kanton hatte 14.070 Einwohner (Stand: 1999).

## Gemeinden
Der Kanton bestand aus einem Teil der Stadt Saint-Maixent-l'École (angegeben ist die Gesamteinwohnerzahl; im Kanton leben etwa 4.200 Einwohner der Stadt) und weiteren sechs Gemeinden:
| Gemeinde              | Einwohner Jahr | Fläche km² | Bevölkerungsdichte | Code INSEE | Postleitzahl |
| --------------------- | -------------- | ---------- | ------------------ | ---------- | ------------ |
| Augé                  | 939 (2013)     | –          | – Einw./km²        | 79020      | 79400        |
| Azay-le-Brûlé         | 1.864 (2013)   | –          | – Einw./km²        | 79024      | 79400        |
| La Crèche             | 5.435 (2013)   | –          | – Einw./km²        | 79048      | 79260        |
| Cherveux              | 1.732 (2013)   | –          | – Einw./km²        | 79086      | 79410        |
| François              | 969 (2013)     | –          | – Einw./km²        | 79128      | 79260        |
| Saint-Maixent-l’École | 6.545 (2013)   | –          | – Einw./km²        | 79270      | 79400        |
| Saivres               | 1.423 (2013)   | –          | – Einw./km²        | 79302      | 79400        |